# Bantam (missile)

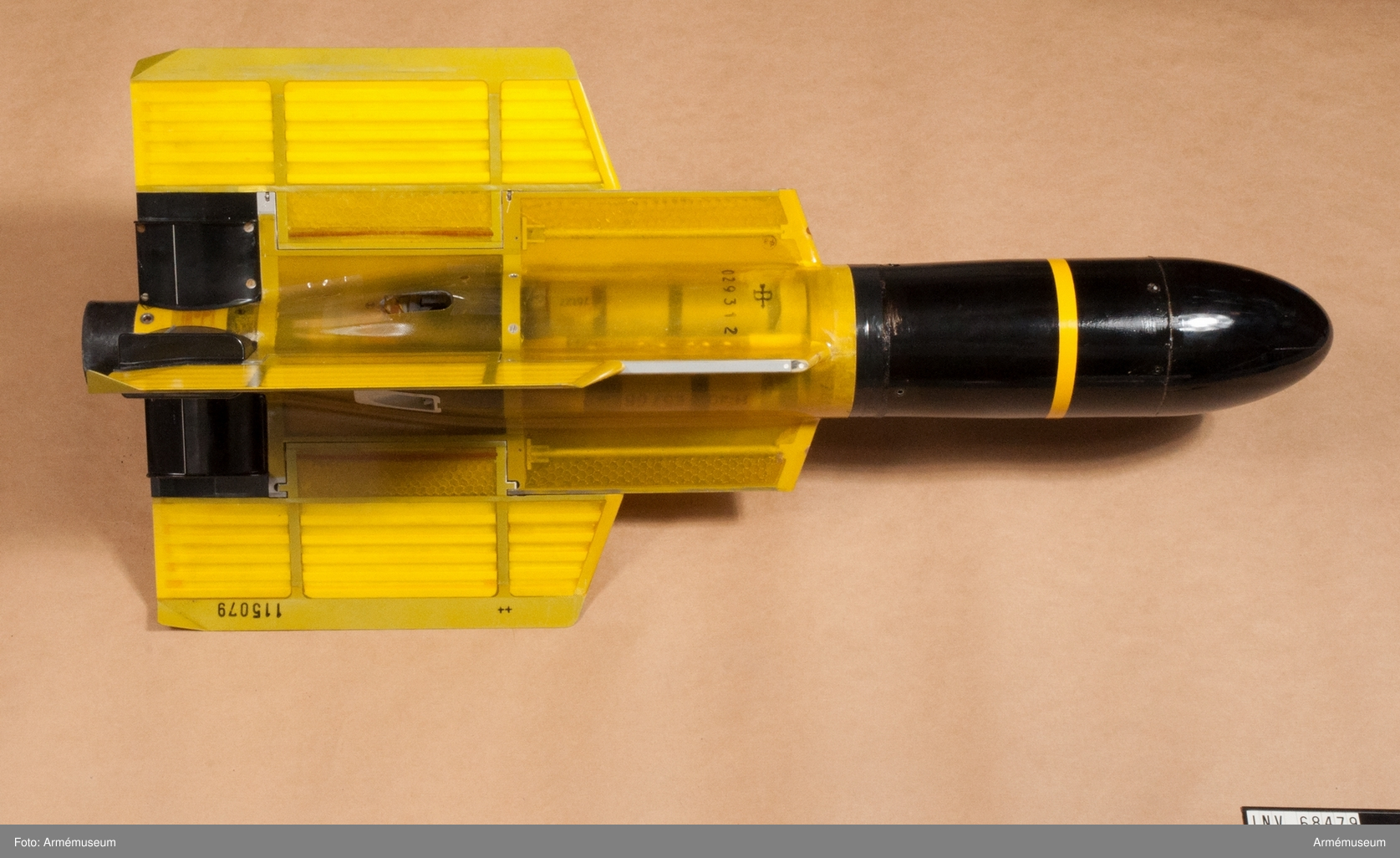
Bantam

Pour les articles homonymes, voir Bantam.
Le Bantam ('Bofors ANti-TAnk Missile) ou Robot 53'  (Rb 53) était un missile antichar filoguidé, commande manuelle en ligne de mire, développé à la fin des années 1950 par Bofors . Il a servi dans les armées suédoise et suisse respectivement en 1963 et 1967. Il peut être déployé soit par un seul homme portant un missile et un équipement de contrôle, soit depuis un véhicule. Il a été installé sur le Volvo L3314 et le Scottish Aviation Bulldog. Dans l'armée suisse, il a été monté sur des véhicules légers à roues Steyr-Daimler-Puch Haflinger, ainsi qu'à titre expérimental sur un prototype de MOWAG Tornado IFV
Bantam a été tiré en colère par les Marines argentins et l'équipage de l'ARA Santa Fe (S-21) pendant la Guerre des Malouines, 1982. Alors qu'il subissait de violentes attaques et subissait de graves dommages par les navires anti-navires de la Royal Navy britannique et ses hélicoptères, l'équipage du sous-marin a riposté avec des fusils, des mitrailleuses légères et un Bantam.

## Description
Le missile est transporté dans un boîtier de lancement rectangulaire, relié à un boîtier de commande par un câble de 20 mètres, permettant un certain degré de séparation de l'opérateur. Le missile peut être déployé en 30 secondes environ par un seul homme. Le boîtier de transport/lanceur est pointé vers la direction attendue de l'ennemi et le boîtier de commande y est attaché à l'aide du câble. Le boîtier de commande manual command to line of sight (MCLOS) se compose d'un dispositif de visée optique et d'un joystick, qui transmet les commandes au missile via deux câbles fins traînés derrière le missile.
Au lancement, un petit gyroscope est mis en rotation par le tir d'une pastille de poudre. Le missile est propulsé dans les airs par un moteur d'appoint, qui l'amène à sa vitesse de vol d'environ 85 mètres par seconde. À la sortie du lanceur, quatre ailes se déploient, qui commencent à faire tourner le missile en vol, ce qui lui confère une certaine stabilité. Une fois que le missile a parcouru environ 30 mètres, le gyroscope est déverrouillé et le vol contrôlé par l'opérateur commence. Une fois que 40 mètres de fil ont été déployés à partir de l'une des deux bobines du missile, le moteur de maintien est allumé avec jusqu'à quatre fusées traçantes à l'arrière du missile. À une portée de 45 mètres, le moteur d'appoint s'épuise. Une fois que 230 mètres de fil ont été déployés à partir de la deuxième bobine de fil, l'ogive charge creuse du missile est armée.
Les commandes du joystick sont relayées au missile le long des câbles de fuite, ces commandes sont amplifiées par un petit circuit à transistors dans le missile et sont acheminées vers des spoilers vibrants sur le bord de fuite des quatre ailes du missile en fonction de la direction de la commande et du orientation gyrodétectée du missile.
Lors de l'impact avec une cible, une fusée piézo-électrique déclenche l'ogive à charge creuse, qui peut pénétrer jusqu'à 500 millimètres de blindage. Il a une probabilité de réussite revendiquée de 95 à 98 % entre des portées de 800 et 2 000 mètres.
Le Bantam est globalement similaire aux Missile antichar Cobra et aux missiles antichar russes AT-1 Snapper de première génération.

## Opérateurs

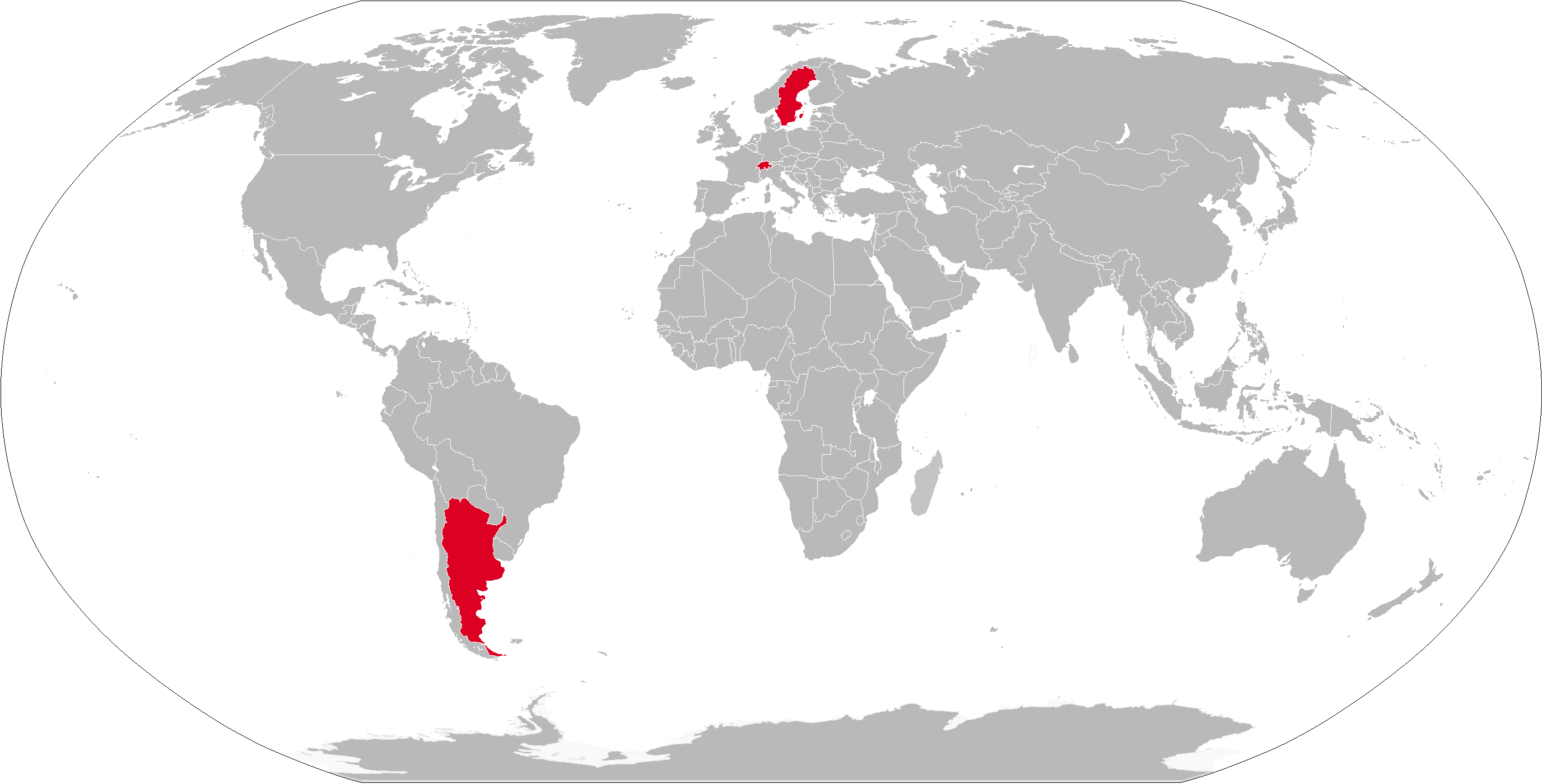
Carte avec les anciens opérateurs Bantam en rouge

### Anciens opérateurs
ArgentineCorps des Marines argentins
 SuèdeArmée suédoise
 SuisseArmée Suisse, systèmes Bantam BB65 (10 missiles) montés sur 200 Steyr Puch 700 AP Haflinger, utilisés par les troupes d'infanterie de 1969 à 1994.

## Spécifications
- Longueur : 0,85 m
- Diamètre : 0,11 m
- Envergure : 0,40 m
- Masse du missile : 7,6 kg
- Masse du missile et de la boîte du lanceur : 13 kg
- Portée : 300 à 2 000 m
- Vitesse : 85 m/s
- Ogive : charge creuse de 1,14 kg [3]